# Przełęk (województwo opolskie)
Przełęk – wieś w Polsce położona w województwie opolskim, w powiecie nyskim, w gminie Nysa.
W latach 1975–1998 miejscowość administracyjnie należała do ówczesnego województwa opolskiego. Zgodnie z nowym podziałem administracyjnym Polski Przełęk należy do województwa opolskiego.

## Opis
Przełęk zamieszkany jest przez około 530 osób. W Przełęku działa szkoła podstawowa prowadzona przez Stowarzyszenie Rozwoju Wsi. Przez Przełęk przepływa rzeka Biała Głuchołaska, nad którą położony jest rezerwat "Przyłęk". W Przełęku znajduje się remiza strażacka, która w 2026 roku będzie świętować swoje 80. lecie. W jego szeregach znajduje się ponad 40 ochotników OSP oraz około 30 członków młodzieżowej drużyny pożarniczej. 

## Zabytki
Do wojewódzkiego rejestru zabytków wpisany jest:
- kościół fil. pw. św. Mikołaja, zabytkowy, rokokowy z pocz. XVII w., 1780 r., XIX w.; powstały na miejscu wcześniejszej kaplicy wzmiankowanej w 1495 r.; znajduje się w centrum wsi.